# Церковь Александра Невского (Даугавпилс)
Церковь Александра Невского — православный деревянный храм во имя святого благоверного князя Александра Невского в городе Даугавпилсе (Латвия). Расположен на старом гарнизонном кладбище неподалёку от Динабургской (Даугавпилсской) крепости.
Сооружена в 1897 году, представляет собой замечательный образец одного из наиболее заметных направлений в русском зодчестве второй половины XIX века — национально-фольклорной линии архитектора И. П. Ропета. Украшена деревянной резьбой в русском стиле.
Взята на учёт и охрану как памятник деревянного зодчества.

## История
Церковь была построена петербургским купцом Чуксановым и освящена 30 августа 1897 года. Первая и Вторая мировые войны не повредили её.
Иконы перенесены и хранятся в Борисоглебском соборе города. 12 сентября 1991 года над церковью был восстановлен крест.
Проводился ремонт в 1990-е годы и в начале 2000-х годов.
В 1998 году знаменитый хирург Виктор Калнберзс предложил перенести церковь в Ригу, в район Плявниеки. Долгое время церковь была без священника, иногда совершались службы священниками Борисоглебского собора.
В 2002 году храм посетил Митрополит Рижский и Латвийский Александр (Кудряшов) и благословил иерея Владимира на служение в этой церкви и её ремонт.